# Euscelidia obudu
Euscelidia obudu är en tvåvingeart som beskrevs av Dikow 2003. Euscelidia obudu ingår i släktet Euscelidia och familjen rovflugor.
Artens utbredningsområde är Nigeria. Inga underarter finns listade i Catalogue of Life.